# Lars Onsager-priset
Lars Onsager-priset är ett pris i statistisk fysik som utdelas årligen av American Physical Society. Det instiftades 1993 av Russell och Marian Donnelly till minnet av Lars Onsager. Prissumman var ursprungligen 10 000 amerikanska dollar, men är i dag 15 000.

## Pristagare
- 1995 Michael E. Fisher
- 1997 Robert Kraichnan
- 1998 Leo Kadanoff
- 1999 Chen Ning Yang
- 2000 David J. Thouless och John M. Kosterlitz
- 2001 Bertrand  Halperin
- 2002 Anatoly Larkin
- 2003 Pierre Hohenberg
- 2004 John Cardy
- 2005 Valery Pokrovsky
- 2006 Rodney Baxter
- 2007 A. Brooks Harris
- 2008 Christopher Pethick
- 2009 B. Sriram Shastry
- 2010 Daniel Friedan och Stephen Shenker
- 2011 Alexander Belavin, Alexander Zamolodchikov och Alexander  Polyakov
- 2012 Ian Affleck
- 2013 Daniel Fisher